# Эпизод, в котором выключается свет
«Эпизод, в котором выключается свет» (англ. The One with the Blackout) — седьмой эпизод 1 сезона сериала «Друзья», транслируемого на канале NBC. Впервые показан 3 ноября 1994 года.
В данной серии во всём Нью-Йорке гаснет свет и ребятам приходится сидеть в полной темноте, однако Рэйчел умудряется познакомиться с итальянцем, а Чендлер с моделью Victoria’s Secret.
Пауло и Мистер Хэкклз впервые появляются в данной серии. Также, этот эпизод связан с ситкомом, место действия которого тоже проходит в Нью-Йорке, а в эпизодах снимается Лиза Кудроу — «Без ума от тебя».
Данная серия занимает довольно высокое место — 19, в рейтинге всех 236-ти серий сериала.
Считается что, термин «френдзона» (англ. friend zone — «зона дружбы») впервые был употреблен в данном эпизоде. Его используют, в основном, когда молодой человек пытается завязать отношения с девушкой, а она считает его только хорошим другом.

## Сюжет
Центральная кофейня. Рэйчел открывает выступление Фиби. Фиби начинает играть, но в этот момент гаснет свет во всем городе, выступление завершается. В это же время Чендлер оказывается заблокирован в вестибюле банка с молодой девушкой.
Росс, Фиби, Моника и Рэйчел в их квартире, заполненной свечами. По телефону Моника узнает от матери, что электричества нет на всем Манхэттене, части Бруклина и Квинса. Джоуи приносит менору со свечами из своей квартиры.
Чендлер понимает, что девушка в вестибюле это модель Victoria’s Secrets — Джилл Гудакр. Она предлагает ему позвонить родным по сотовому телефону. Он звонит Монике и пытается завуалированно объяснить, что застрял в вестибюле с моделью. Однако Моника не понимает его, передаёт трубку Джоуи и тот сразу понимает о чем идёт речь. Тем же завуалированным языком он дает Чендлеру совет на счёт того, как себя вести.
Ребята в квартире решают вспомнить свои самые страшные случаи, связанные с сексом: у Моники это на бильярдном столе, у Джоуи в женском туалете в библиотеке, у Фиби — город Милуоки, у Росса в Диснейленде, а у Рэйчел — под кроватью. Позже Рэйчел и Росс обсуждают страстные отношения, Росс надеется пофлиртовать с Рэйчел, но Джоуи его тормозит, объясняя, что Росс теперь находится в «зоне дружбы» («freands zone» — фрэнд-зона), более того, он «мэр этой зоны». Джоуи убеждает Росса действовать и тот отправляется к Рэйчел на балкон.
Джоуи сторожит балкон и врёт Монике, что Росс готовит ей вечеринку-сюрприз, Фиби услышав об этом расстраивается, что всё узнаёт последней и вспоминает про укус Чендлера павлином и влюбленностью Моники в Джоуи, когда тот вселялся, однако Джоуи тоже об этом не знал.
В момент, когда Росс пытается признаться в своих чувствах к Рэйчел на него прыгает кот, разговор заканчивается, так и не начавшись. Рэйчел и Фиби решают отыскать владельца кота: они ходят по коридорам, наведываются к мистеру Хэклзу и остальным. В итоге, кошка сама находит хозяина — красивого итальянца, которого находит и Рэйчел. Ребята в квартире играют в монополию, Рэйчел приводит Пауло и знакомит со всеми, Росс в отчаянии. Он пытается отвадить Пауло, но когда включается свет, ребята обнаруживают целующихся Рэйчел и Пауло.
В вестибюле Джилл предлагает Чендлеру жевательную резинку, сначала он отказывается, потом соглашается. Позже Джилл спасает поперхнувшегося жвачкой Чендлера с помощью маневра Хеймлиша и они весело убивают время, играя с ручкой.

## В ролях

### Основной состав
- Дженнифер Энистон — Рэйчел Грин
- Кортни Кокс — Моника Геллер
- Лиза Кудроу — Фиби Буффе
- Мэтт Леблан — Джоуи Триббиани
- Мэттью Перри — Чендлер Бинг
- Дэвид Швиммер — Росс Геллер

### Эпизодические роли
- Джилл Гудакр — камео, застряла в Чендлером в банке;
- Ларри Ханкин — мистер Хэкклз
- Козимо Фузко — Пауло

## Приём
В оригинальном вещании (в США) эпизод посмотрели 23,5 млн телезрителей.
Данная серия занимает высокое 19-е место среди всех 236-ти серий в рейтинге всех эпизодов сериала «Друзья».

### Награды
Эпизод имеет номинации в некоторых категориях 47-й телевизионной премии Эмми Праймтайм (1995 г.):
- за выдающуюся режиссуру комедийного сериала — Джеймс Берроуз;
- за выдающуюся роль второго плана — Дэвид Швиммер (в том числе, за «Эпизод с сонограммой в конце»).

## Производство
Эта серия связана с эпизодом параллельно идущего телесериала «Без ума от тебя» (1992), который в свою очередь является кроссовером с телесериалом «Сайнфелд». Отключение электроэнергии спровоцировал главный герой, который хотел нелегально подключить кабельный канал себе в спальню.
У Дэвида Швиммера аллергия на кошек, однако он успешно отснялся в сцене с котом и это является одним из любимых его эпизодов. Также, это любимый эпизод Мэттью Перри.